# Kuhmalahti kyrkoby
Kuhmalahti kyrkoby (även: Kuhmalax kyrkoby, finska: Kuhmalahden kirkonkylä) är en tätort (finska: taajama) i Kangasala stad (kommun) i landskapet Birkaland i Finland. Fram till 2010 var Kuhmalahti kyrkoby centralorten för kommunen med samma namn. Vid tätortsavgränsningen den 31 december 2021 hade Kuhmalahti kyrkoby 331 invånare och omfattade en landareal av 2,75 kvadratkilometer.